# Löwengrab (Mykene)

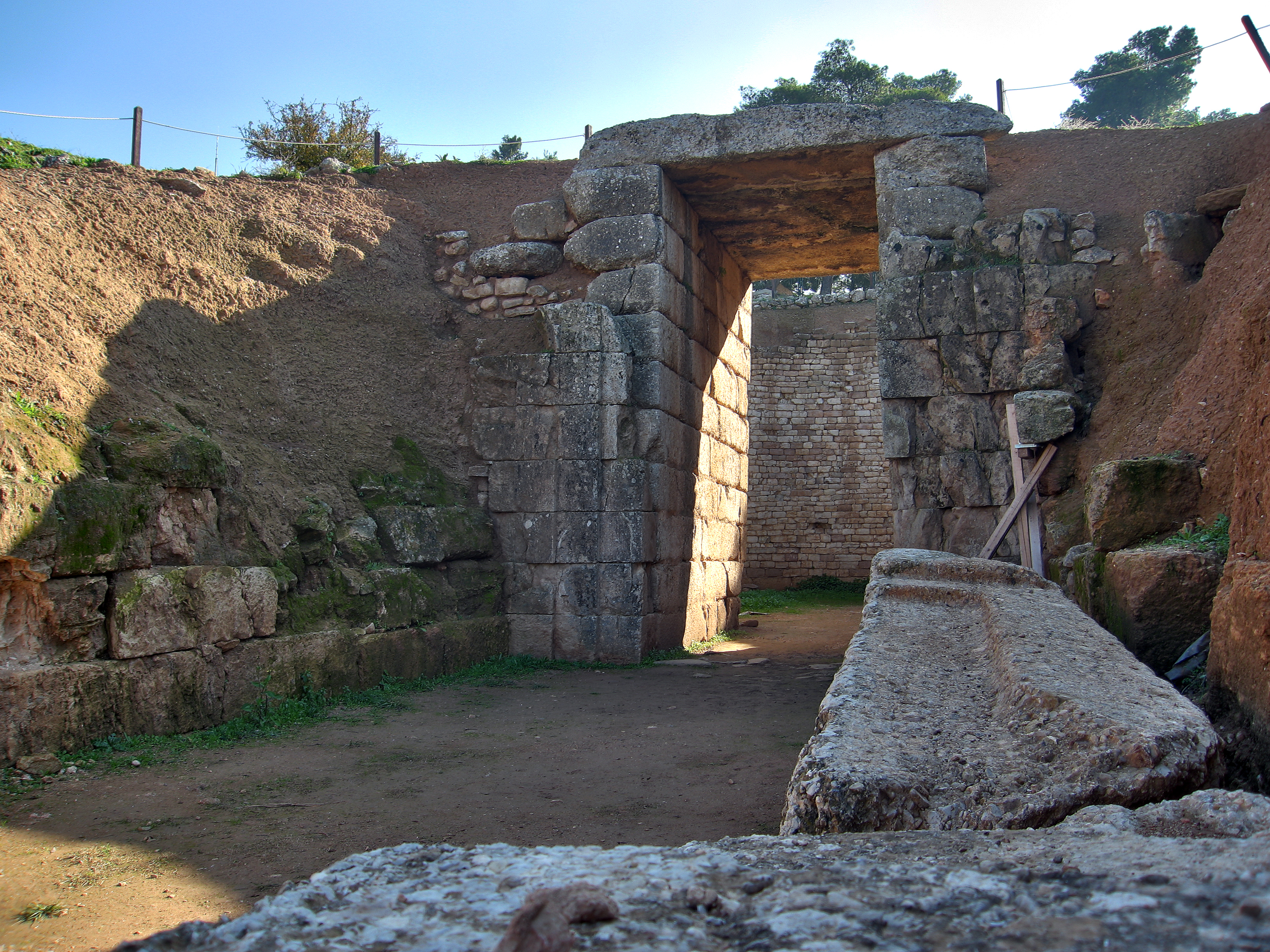
Dromos und Eingang des Löwengrabes.

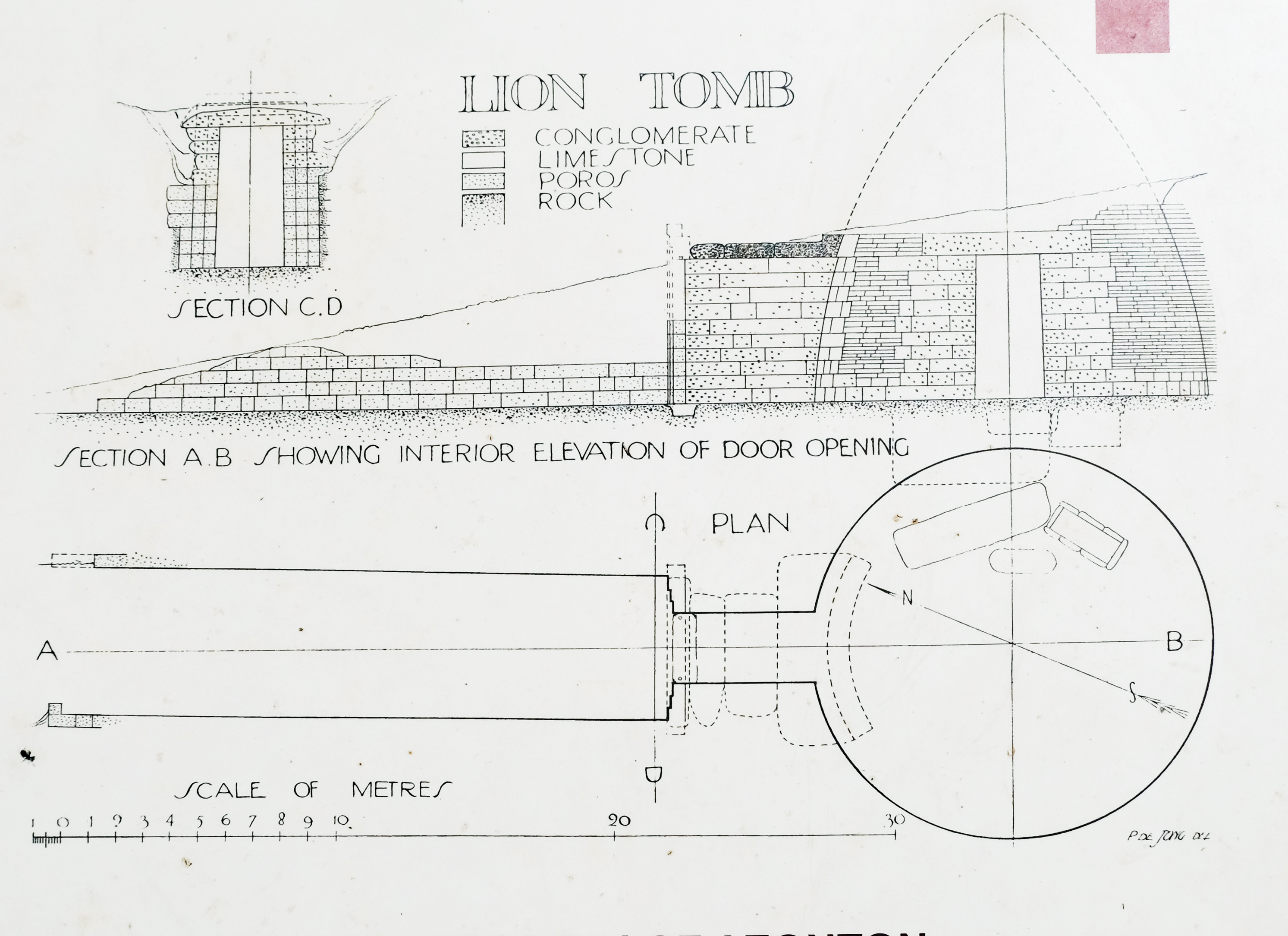
Plan des Löwengrabs.

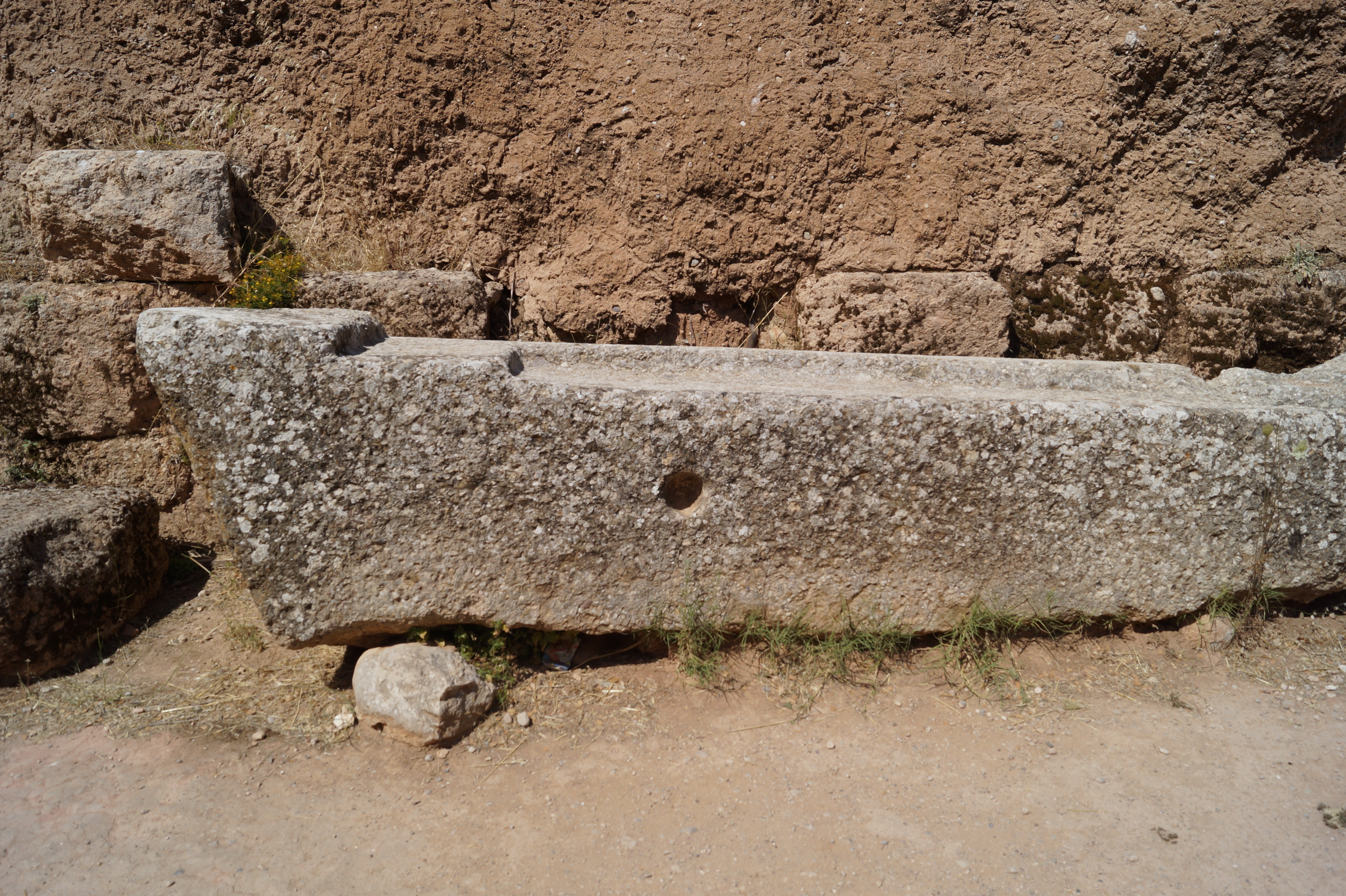
Äußerer Deckstein mit Bohrung; im Dromos liegend.

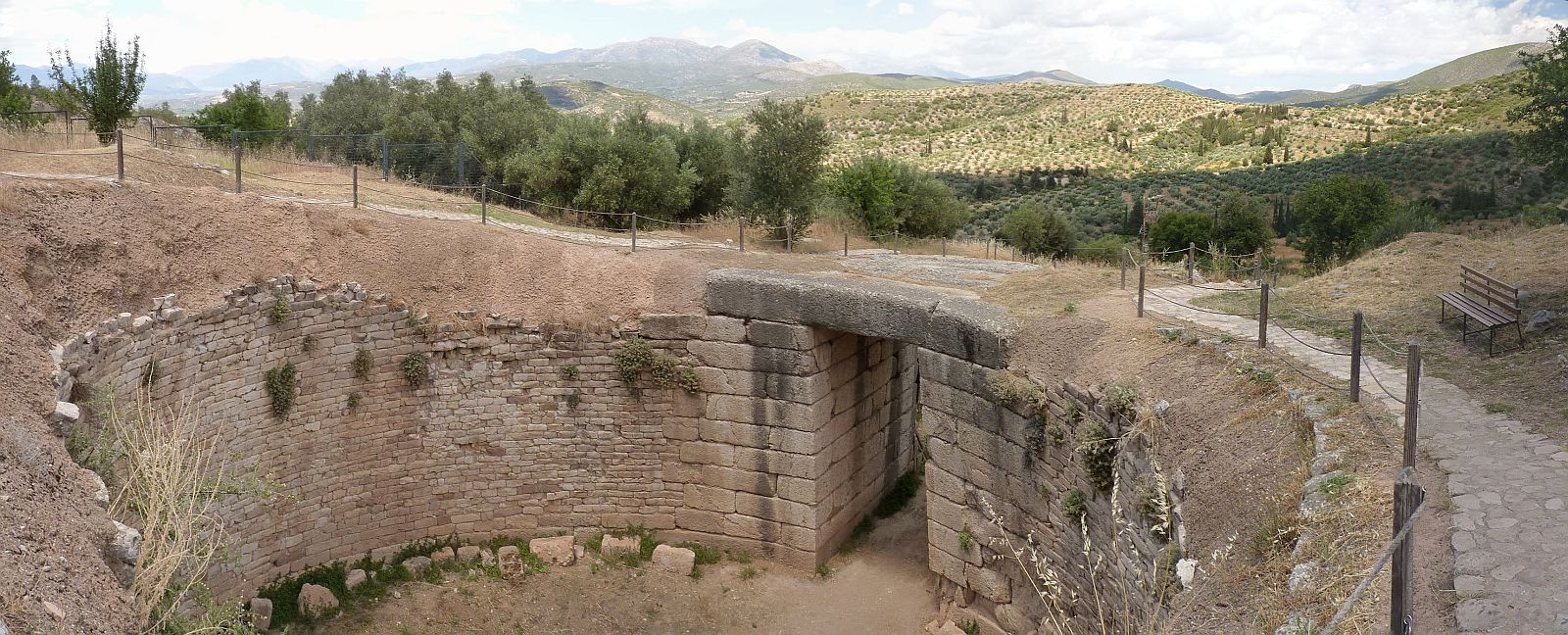
Eingestürzte Kuppel des Grabes.

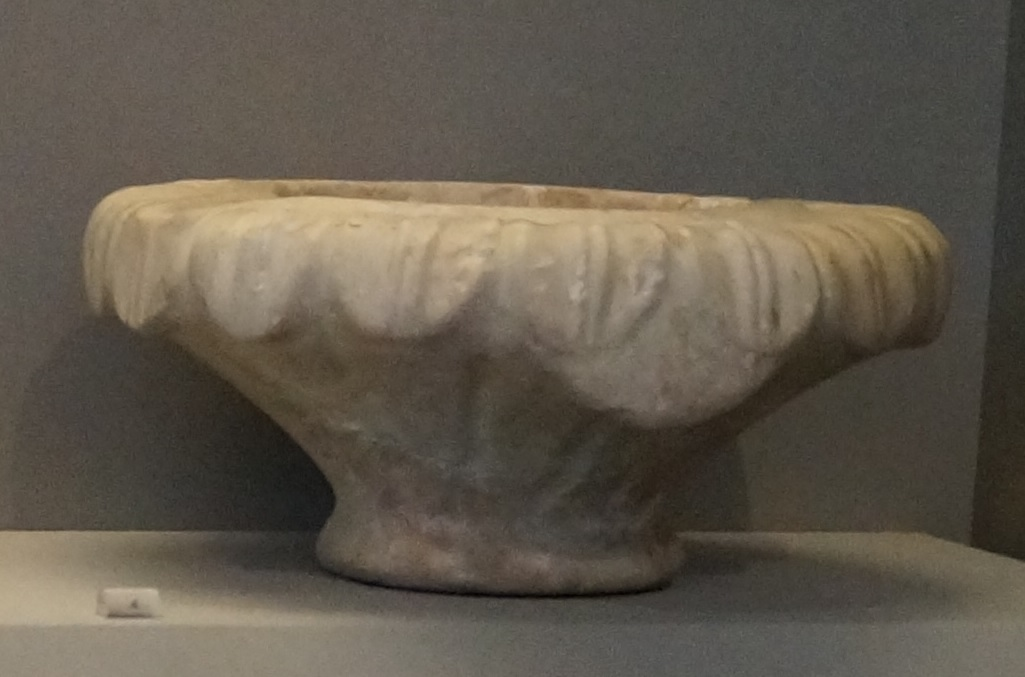
Im Dromos aufgefundene Marmorlampe.

Löwengrab (griechisch τάφων των Λεόντων) wird ein Tholosgrab in Mykene genannt. Benannt wurde das Grab nach dem berühmten Löwentor, da es im frühen 19. Jahrhundert das nächste bekannte Tholosgrab war – es befindet sich etwa 120 m nordwestlich des Tores. Nach der Klassifizierung von Alan Wace gehört es zur zweiten Tholos-Gruppe und datiert in die Späthelladische Zeit (SH II A-B). Es wurde um 1450 v. Chr. errichtet.

## Beschreibung
Der Zuweg (Dromos) wird von zwei Mauern aus großen Quadern flankiert und hat eine Länge von 22 m und eine Breite von 5,40 m. Die Seitenwände wurden zwar aus gut bearbeiteten Blöcken aus Poros errichtet, das Baumaterial hatte jedoch eine schlechte Qualität und so sind die Mauern heute größtenteils eingestürzt. Der Dromos führt von der nördlichen Hangseite zum Tor. An seinem nördlichen Ende gab es eine niedrige Sperrmauer aus Poros von der heute jedoch nur ein Quader vorhanden ist.
Der Torweg (Stomion) ist 5,40 m hoch und 5 m lang und seine Breite beträgt 2,60 m und nimmt von unten nach oben leicht ab. Er wurde aus akkurat behauenen Konglomeratquadern errichtet. Die Decke des Stomion bildeten vier monumentale Decksteine aus Konglomerat, wobei in den inneren Deckstein die Rundung der Grabkuppel eingearbeitet wurde. Nur noch drei befinden sich heute noch in situ. Die Fassade des Tores wurde größtenteils aus Quadern aus dem weicheren und deshalb besser zu bearbeitenden Poros errichtet. Um das Tor wurde eine doppelte Türlaibung geführt. Auf den Porosquadern ruhte der vierte Deckstein aus Konglomerat. Diese hielten dem Gewicht jedoch nicht stand und so fehlen heute die obersten drei Lagen aus Poros. Der zerbrochene Deckstein liegt heute vor der westlichen Seitenwand des Dromos. Er hat an der Unterseite zwei Bohrungen zur Aufnahme der Bolzen von Holztüren. Wace fand auch am nördlichen Ende des Stomion eine Eintiefung im Fels, in die die Türschwelle eins eingelassen war. Somit handelt es sich bei dem Löwengrab um das älteste Tholosgrab in Mykene, dass über ein verschließbares Tor verfügte. Im Gegensatz zu den späteren Gräbern, bei denen sich die Tore in der Mitte des Torweges befanden, lag es hier am äußeren Ende. Nach Wace hatte dies den Nachteil, dass die Holztore der Witterung stärker ausgesetzt waren. Über dem Eingang gab es sehr wahrscheinlich früher ein Entlastungsdreieck.
Die Kuppel, die inzwischen eingestürzt ist, hat einen Durchmesser von etwa 14 Metern und ist aus unterschiedlich großen, meist flachen Steinen errichtet. Die ursprüngliche Höhe der Kuppel wird auf etwa 15 m geschätzt. Über der Kuppel erhob sich ein Erdhügel, der an seinem Fuß eine kreisförmige Steineinfassung hatte. Die unterste Steinlage besteht aus rechteckigen Konglomeratblöcken. Darauf wurde die Kuppel aus rechteckigen, grob behauenen Steinen aus Kalkstein in Kragbauweise errichtet. Im Osten der Tholos fand man 3 Grabgruben. Die größte war 5,60 m lang, 2 m breit und 3 m tief. Südlich davon befand sich ein Grabgrube, die 2,40 × 1 m maß und 2 m tief war. Sie war mit Steinplatten verkleidet. Direkt westlich dieser Gruben gab es eine dritte, die nur grob aus dem Fels gehauen war. Sie war 2,40 m lang, 1 m breit und 1 m tief. Das Vorhandensein mehrerer Grabgruben zeigt, dass das Grab für mehrere Bestattungen über einen gewissen Zeitraum verwendet wurde.

## Erforschung und Funde
Das Löwengrab erscheint bereits auf den Plänen von Mykene von William Gell (1810) und William Martin Leake (1830). 1892 wurde es von Christos Tsountas ausgegraben. 1922 führte Alan Wace Nachgrabungen durch und Piet de Jong vermaß und zeichnete das Grab.
Als erwähnenswert hielt Christos Tsountas nur eine Öllampe aus weißem Marmor, die er im Dromos auffand. Sie ist 14 cm hoch und hat einen Durchmesser von 29,5 cm und datiert in SH II. Sie ist heute im Archäologischen Nationalmuseum in Athen unter der Inventarnummer NAMA 2921 ausgestellt. Wace fand am nördlichen Ende des Dromos 30 Tonscherben aus dem Mittelhelladikum, 15 aus SH I und SH II, 50–60 aus SH III und eine geometrische. Im Stomion im Schacht für die Türschwelle zwei Scherben aus SH II, 16 aus SH III und zwei aus der Geometrischen Zeit. Im Dromos und der Tholos fand er sieben MH-Scherben, 62 SH II, 82 SH III und 62 aus der Geometrischen und Hellenistischer Zeit und im großen Grabschacht eine aus MH, zwei aus SH II, acht aus SH III und drei geometrische. Anhand diesen Funden und der Architektur datierte Wace das Löwengrab in SH II.